# سیارک ۴۳۹۹۹
سیارک ۴۳۹۹۹ (به انگلیسی: 43999 Gramigna، نامگذاری:1997QC3) چهل و سه هزار و نهصد و نود و نهمین سیارک کشف شده‌است که در ۳۱ اوت ۱۹۹۷ کشف شد.